# Руссель, Пьер Жозеф Алексис
Пьер Жозеф Алексис Руссель (фр. Pierre Joseph Alexis Roussel, 1740, 1757 или 1759, Эпиналь — март 1815 или 1825, Париж) — французский беллетрист конца XVIII — начала XIX века, автор сочинений на историческую тематику и пьес, издатель сборников писем знаменитостей.

## Биография
Пьер-Жозеф-Алексис Руссель родился на востоке Франции, в городе Эпинале. Там он вёл адвокатскую практику до начала революционных событий в стране. Перебравшись в Париж, он стал вначале секретарём комитета Национального конвента, а позже старшим секретарём Великой канцелярии ордена Почётного легиона. До 1801 года он также занимал пост комиссара полиции.
В силу занимаемых должностей через руки Русселя проходило множество документов, архивных бумаг, личной переписки. Начиная с 1793 года он издавал некоторые из этих документов в виде сборников, а в дальнейшем использовал их как основу для своих исторических сочинений, которые профессор-историк Джулия Даутуэйт называет «документальными романами». По словам Даутуэйт, историческая достоверность произведений Русселя сомнительна, поскольку в их текст наряду с документальными сведениями вплетены слухи и его собственные фантазии. К своим персонажам Руссель относился с пренебрежительной усмешкой, в особенности презрительно отзываясь о революционных женщинах, в том числе Рен Одю и «Обществе революционных гражданок», а такое событие первого этапа революции, как поход женщин на Версаль, представлял как безумную толпу, которой управляли заговорщики-орлеанисты.
Помимо исторических книг, Руссель является также соавтором двух комических пьес, написанных в 1799 и 1801 году с Планшером де Валькуром. Скандальные и недостоверные «разоблачения», характерные для книг Русселя, вызвали к нему повышенный интерес наполеоновской полиции, и когда стало известно о его планах выпустить книгу «Воспоминания Людовика XVI», он сам был отправлен в тюрьму, а рукопись книги конфискована, бесследно исчезнув. Последнее сочинение Русселя, «Тайная история Революционного трибунала», вышло в 1815 году под псевдонимом «господин де Пруссиналь».

## Сочинения
Автор
- Encore un tuteur dupé (1799)[2]
- Deux (les) croisées (1801, в соавторстве с Планшером де Валькуром)[2]
- Correspondance secrète de plusieurs grands personnages illustres, à la fin du XVIIIe siècle (1802)
- Le château des Tuileries (1802)
- Annales du crime et de l’innocence (1813, в соавторстве с Планшером де Валькуром)
- Histoire secrète du Tribunal revolutionnaire (1815)
- Marguerite de Rodolphe, ou L’orpheline du prieuré (1815, в соавторстве с Планшером де Валькуром)

Редактор
- Politique des cabinets de l’Europe pendant les régnes de Louis XV et XVI (1793)
- Correspondance amoureuse de Fabre d'Églantine
- Règne de Richard III, ou Doutes historiques sur les crimes qui lui sont imputés (1800)
- Correspondance de Louis-Philippe-Joseph d’Orléans avec Louis XVI, la Reine (1800)
- Maximes morales et politiques, tirées de Télémaque [de Fénélon] (1814)